# Laurent Thirouin
Pour les articles homonymes, voir Thirouin.
Laurent Thirouin, né le 14 septembre 1957 dans le 14e arrondissement de Paris, est un critique littéraire français.

## Biographie
Né le 14 septembre 1957 dans le 14e arrondissement de Paris, Laurent Thirouin prépare au lycée du Parc à Lyon le concours d'entrée à l'École normale supérieure, qu'il obtient en 1976 avant d'être reçu également à l'agrégation de lettres modernes en 1979.
Sa carrière universitaire débute dès 1980, où il est envoyé comme visiting lecturer à l'université Yale, avant de passer au lycée du Portail-Rouge à Saint-Étienne l'année suivante. Il enseigne ensuite à l'Institut français de Madrid (1982), mais est nommé adjoint au directeur des recherches de l'École des mines de Paris dès 1985.
En 1987, il soutient sa thèse de doctorat sous la direction de Jean Mesnard. En 1988, il est élu maître de conférences à l'université d'Avignon. Dix ans après, il passe à Lyon-II en qualité de professeur, où il prend la tête du groupe Renaissance et Âge classique.
Il est élu au fauteuil 4 de l'Académie des sciences, belles-lettres et arts de Lyon en 2011.
Au titre du centre international Blaise-Pascal, il est également membre de droit du conseil d'administration de la Société des amis de Port-Royal. Il appartient depuis 2022 au conseil de surveillance de la Société des amis de Blaise Pascal.
Époux de Marie-Odile Deverchère, il a trois enfants.

## Travaux
Les principales thématiques de ses recherches sont :
- Blaise Pascal

Sa thèse consacrée au modèle du jeu chez Blaise Pascal est publiée en 1992 sous le titre Le Hasard et ses règles, et est couronnée par le prix Biguet la même année. Il a publié plus de 50 articles sur Blaise Pascal. Parmi eux, « Préférer la mort. Un implicite du pari de Pascal », publié dans la revue Ornicar? éclaire les raisons pour lesquelles le pari de pascal a suscité – et suscite encore aujourd’hui – autant d’intérêt, aussi bien parmi les penseurs, philosophes, mathématiciens, logiciens.
- les moralistes français du  XVIIe siècle et l'augustinisme

Il a par exemple écrit des articles sur La Rochefoucauld, La Bruyère, l'article « Augustinisme » dans Le Monde du Catholicisme, publié sous la direction de Jean-Dominique Durand et Claude Prudhomme en 2017.
- Le milieu intellectuel de Port-Royal[2]

Il a notamment consacré plusieurs articles à Pierre Nicole.
- la « querelle du théâtre »

L'Aveuglement salutaire est récompensé par la médaille d'argent du prix Monseigneur-Marcel en 1998.

## Ouvrages
- Pascal ou le défaut de la méthode : lecture des Pensées selon leur ordre (préf. Dominique Descotes), Honoré Champion, coll. « Champion Classiques Essais », 2023, 2e éd. (1re éd. 2015), 392 p. (ISBN 9782380960624)
- Lectures russes de Pascal : hier et aujourd'hui (codirigé avec Françoise Lesourd), Paris, Classiques Garnier, coll. « Constitution de la modernité » (no 24), 2020, 247 p. (ISBN 978-2-406-10395-0)
- Le Hasard et les règles : le modèle du jeu dans la pensée de Pascal (préf. Jean Mesnard), Paris, Vrin, 2011, 2e éd. (1re éd. 1991), 221 p. (ISBN 978-2711610549)
- Dir. avec Dominique Descotes et Antony McKenna, Le Rayonnement de Port-Royal : mélanges en l'honneur de Philippe Sellier, Honoré Champion, 2001 (ISBN 2-7453-0382-1).
- Dir. avec Yves Krumenacker, Les Écoles de pensée religieuse à l’époque moderne, Lyon, Resea, 2006 (BNF 41022589).
- L’Aveuglement salutaire : le réquisitoire contre le théâtre dans la France classique, Paris, Honoré Champion, 1997  (ISBN 2-85203-665-7).

### Éditions
- Pierre Nicole, Traité de la comédie, Honoré Champion, 1998  (ISBN 2-85203-828-5).
- Pierre Nicole, Essais de morale, Paris, Presses universitaires de France, 1999  (ISBN 2-13-049678-4).
- Avec Denis Reynaud, Œdipe (Corneille et Voltaire), Publications de l'université de Saint-Étienne, 2004  (ISBN 2-86272-323-1).
- Blaise Pascal, Pensées sur la justice, Paris, La Découverte, 2011  (ISBN 978-2-7071-7000-2).